# نورمان بريسكوت
نورمان بريسكوت (بالإنجليزية: Norm Prescott)‏ هو منتج أفلام وكاتب سيناريو ودي جيه أمريكي، ولد في 31 يناير 1927 في بوسطن في الولايات المتحدة، وتوفي في 2 يوليو 2005 في إنسينو ‏ في الولايات المتحدة بسبب مرض.

## وصلات خارجية
- نورمان بريسكوت على موقع IMDb (الإنجليزية)
- نورمان بريسكوت على موقع ميوزك برينز (الإنجليزية)
- نورمان بريسكوت على موقع ديسكوغز (الإنجليزية)
- نورمان بريسكوت على موقع قاعدة بيانات الفيلم (الإنجليزية)